# 圣阿格里科拉堂
圣阿格里科拉堂（Collégiale Saint-Agricol d'Avignon）是法国阿维尼翁的一座罗马天主教教堂，始建于七世纪。哥特式风格。
圣阿格里科拉为660-700年的阿维尼翁主教，这个位置兴建了一座教堂。被撒拉逊人的蹂躏后教堂重建。15世纪扩建，兴建目前的立面。经过法国大革命的煎熬后，1802年恢复教堂。 
立面是三个人共同创作的成果：里昂的安托万·科林、Toul的迪迪埃·米罗和布尔日的安托万·Carteron。钟楼建于18世纪。
堂内有10个小堂，北侧6个，南侧4个。

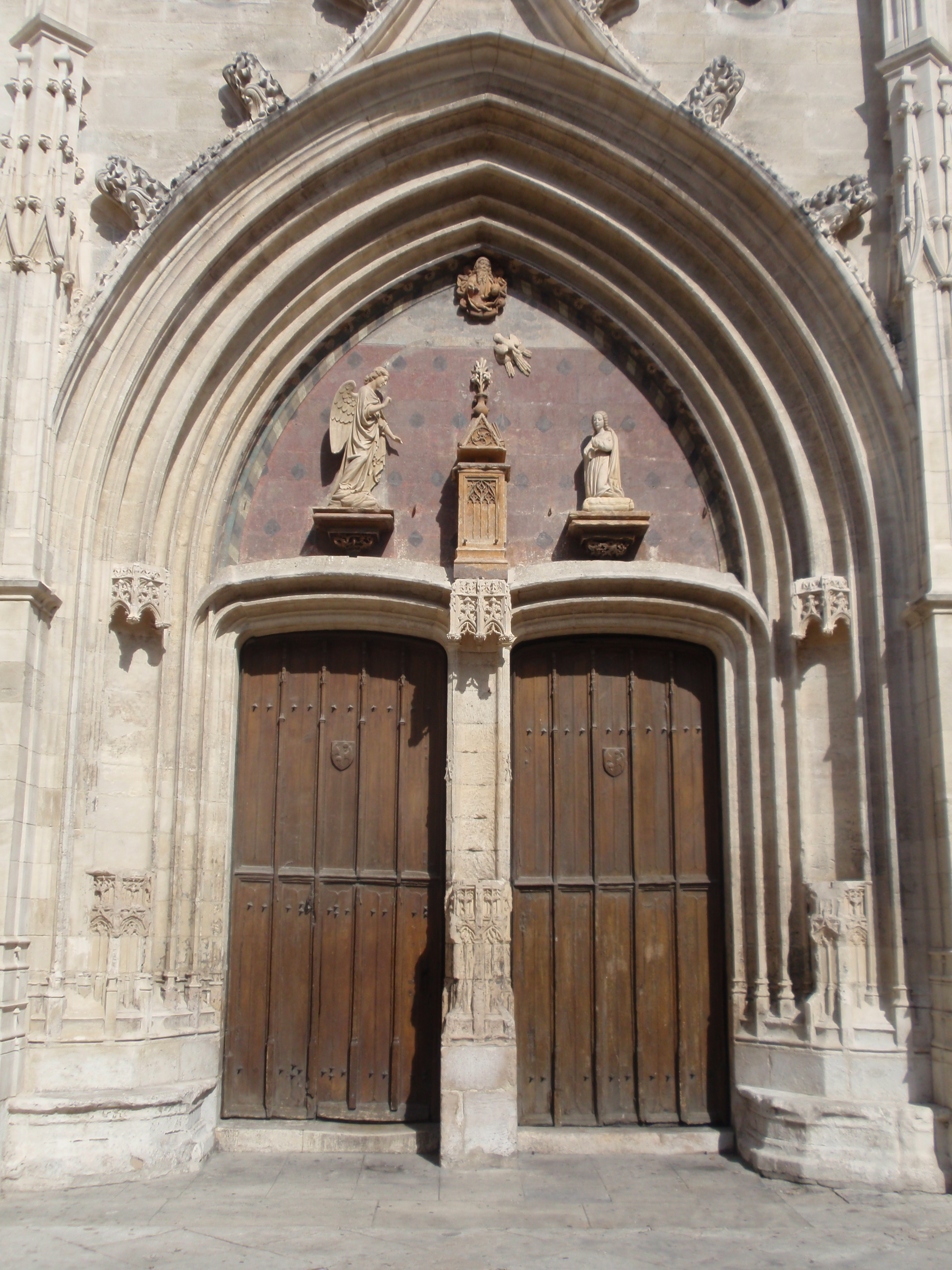
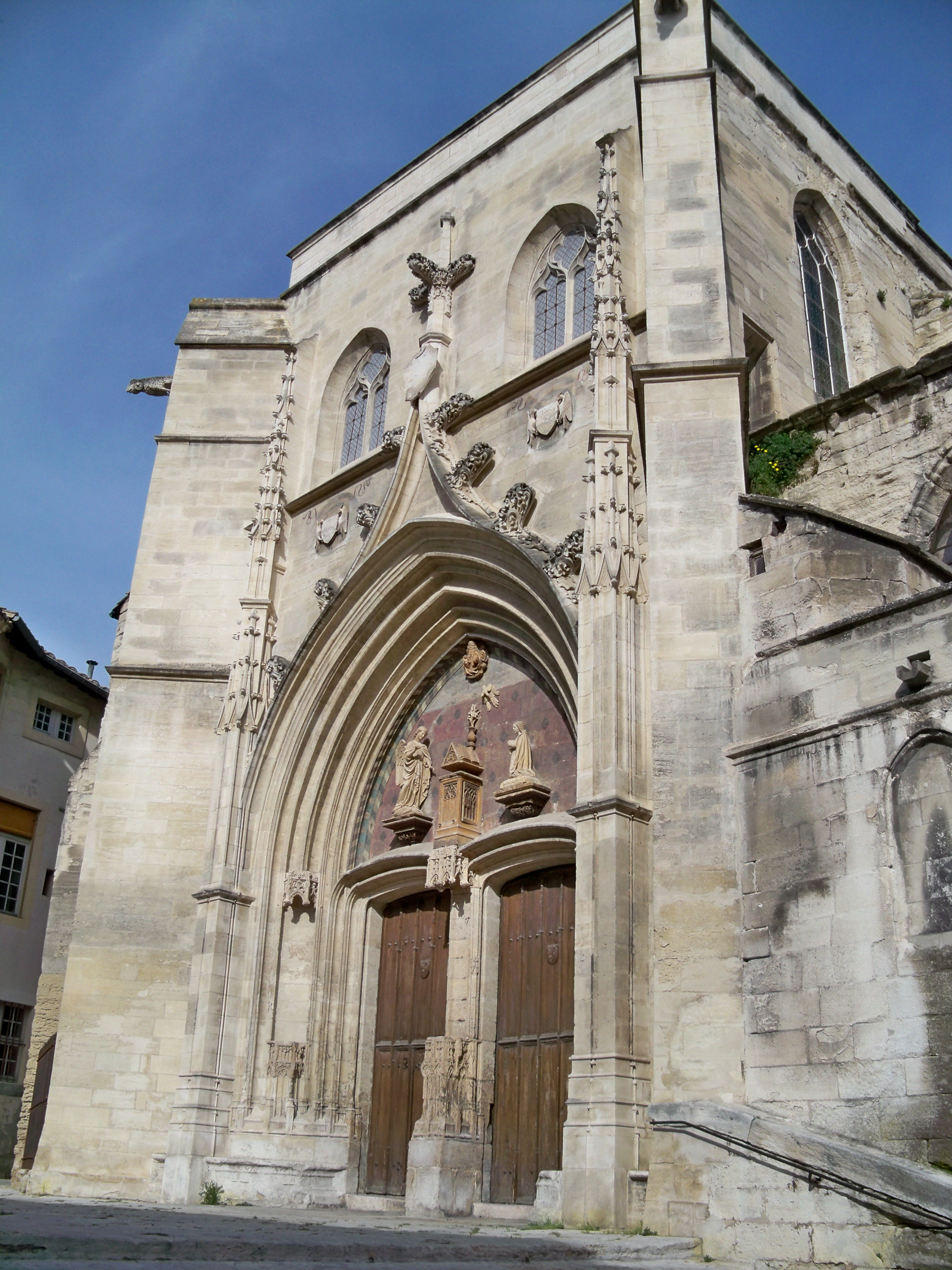
立面
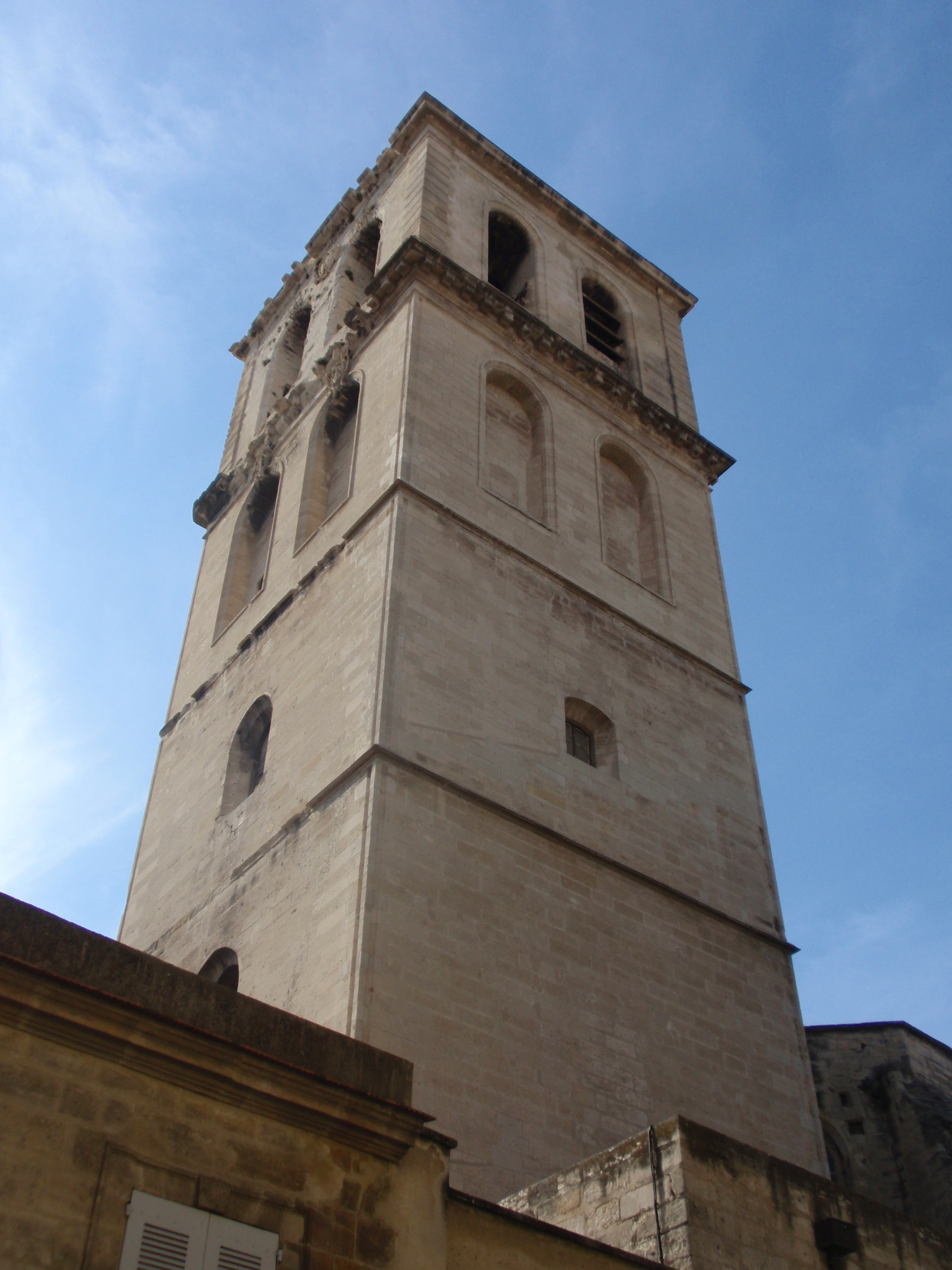
钟楼
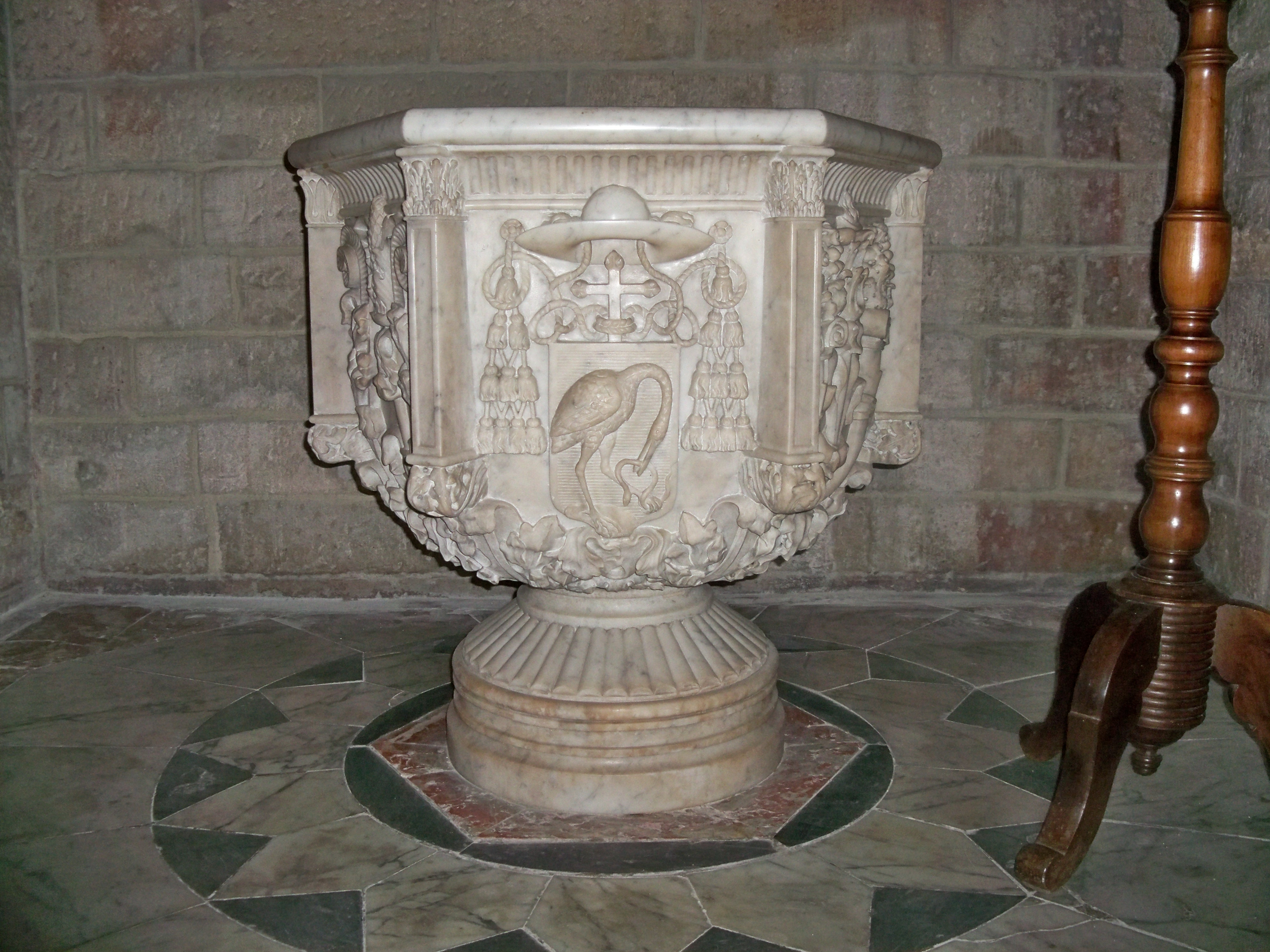